# آلفونس اوری
آلفونسوس "آلفونس" مارتینوس ماریا اوری (زاده ۲۳ نوامبر ۱۹۴۷) یک حقوقدان هلندی متخصص در حقوق کیفری و قاضی سابق دادگاه کیفری بین المللی برای یوگسلاوی سابق (ICTY) است که ریاست بسیاری از پرونده های دادگاه دادگاه کیفری بین المللی را بر عهده داشت.

## زندگینامه
آلفونس اوری در خرونینگن زاده شد و در رشته حقوق تحصیل کرد و در سال ۱۹۷۱ از دانشگاه لیدن دانش‌آموخته شد. از سال ۱۹۸۰ تا ۱۹۷۱ در دانشکده حقوق به عنوان محقق و مدرس حقوق جزا در آنجا مشغول به کار شد. او در سال ۱۹۸۰ در دادگاه عالی هلند در لاهه پذیرفته شد.
اوری متخصص در پرونده های حقوق کیفری بین المللی (صلاحیت فراسرزمینی، استرداد، همکاری قضایی، انتقال زندانیان) و پرونده های موجود در دادگاه عالی هلند بود. او قبل از ICTY در سال های ۱۹۹۷-۱۹۹۵ عضو تیم دفاع تادیچ بود. او در کارکردهای مختلف در دفتر خود و وکالت ملی هلند خدمت کرد.
او در سال ۱۹۹۷ به عنوان قاضی در دادگاه عالی هلند منصوب شد و تا سال ۲۰۰۱ در آنجا کار کرد. او در آن سال‌ها همچنین به‌عنوان یکی از اعضای دادگاه تجدیدنظر انضباطی وکلای هلندی کار می‌کرد. او در سال ۲۰۰۱ به عنوان قاضی دادگاه بین‌المللی کیفری بین‌المللی انتخاب شد. او قاضی دادگاه محاکمه یک است. او همچنین ریاست دادگاه ارجاع را بر عهده داشت و پرونده ها را به یوگسلاوی سابق ارجاع می داد. در سال ۲۰۱۱، او به عنوان قاضی در فهرست قضات مکانیسم بین المللی باقیمانده برای دادگاه های جنایی انتخاب شد. او همچنین عضو هیئت استیناف انضباطی دادگاه ویژه لبنان است.